# Sam Francis
Samuel Lewis Francis (født 25. juni 1923 i San Mateo, Californien, død 4. november 1994 i Santa Monica, Californien) var en amerikansk kunstner.

## Biografi
Francis blev født i San Mateo, Californien, og studerede botanik, medicin og psykologi ved University of California, Berkeley fra 1941 til 1943. Han gjorde tjeneste i USAs luftvåben under 2. Verdenskrig fra 1943-1945, indtil han blev såret ved en flyveulykke. Han var indlagt på hospitalet i flere år, og det var i denne periode, at han begyndte at male på foranledning af sin ven David Parks. Da Francis kom ud fra hospitalet, rejste han tilbage til Berkeley, denne gang for at læse kunst og kunsthistorie, hvilket han gjorde fra 1948 til 1950.
Francis var i begyndelsen inspireret af de abstrakte ekspressionister som Mark Rothko, Arshile Gorky og Clyfford Still. Han tilbragte 1950’erne i Paris, hvor han havde sin første udstilling i 1952 i Galerie Nida Dausset. Der fik han forbindelse til tachismen.
I disse år rejste han til bl.a. Italien, Mexico, Indien, Thailand og Hong Kong. Senere tilbragte han nogen tid i Japan, og nogle mener at kunne se en indflydelse fra Zen-buddhismen.
I 1963 bosatte Francis sig i Santa Monica i Californien. Han blev udnævnt til æresdoktor ved Berkeley Universitetet i 1969.

## Stil
Indtil 1949 var Francis’ værker domineret af celleformede farvepletter, til hvilke han brugte fortyndet oliemaling eller akrylmaling. Under Francis’ periode i Paris var hans værker generelt helt monokrome. Men hans mere modne værker er normalt store oliemalerier med strålende farver. Ofte kan man se hvide områder af lærredet.
Francis vendte tilbage til Californien I 1960’erne og fortsatte med at male i Los Angeles. Han bliver betragtet som en af eksponenterne for spontanismen i USA.
Francis har også arbejdet med andre materialer som ler og keramik. Desuden har han lavet litografier og monotypier.
Francis’ værker kan bl.a. ses i New York, på MoMA og på Guggenheim, ligesom værker også kan ses på Tate Gallery i London, Centre Pompidou i Paris og i Kunsthaus i Zürich.

## Eksterne links
- Side om Sam Francis ved Tate Gallery i London Arkiveret 3. februar 2012 hos  Wayback Machine (Med kort biografi og billeder af værker)
- Sam Francis (på artfacts.net)
- Eksempler på værker af Sam Francis
- Sam Francis Biografi og billeder: Hollis Taggart Galleries Arkiveret 14. september 2008 hos  Wayback Machine

1. ↑  Navnet er anført på engelsk og stammer fra Wikidata hvor navnet endnu ikke findes på dansk.